# 张树政
张树政（1922年10月22日—2016年12月10日），女，直隶（今河北）束鹿人，中国生物化学家。

## 生平
张树政是河北束鹿双井村人。原本就读于燕京大学本科，1941年太平洋战争爆发后燕京大学关闭，她在1942年春天转入汪精卫政府开办的国立北京大学。1945年，毕业于国立北京大学理学院化学系，获理学士学位。同年到北京大学任教，先后担任补习班第一分班化学系助理、医学院医学系生化科技佐，理学院化学系助教。
1950年1月，任重工业部综合工业研究所技师。1954年1月，调入中国科学院菌种保藏委员会（中国科学院微生物研究所的前身）从事科学研究工作，历任助理研究员、副研究员和研究员。
1991年，当选为中国科学院学部委员（院士）
2016年12月10日18时50分在北京逝世。